# Forêt de Saint-Germain-en-Laye
Pour les articles homonymes, voir Forêt de Saint-Germain.

Plan de la forest de Laye et de la garenne du Vézinet par Nicolas de Fer, en 1705.

La forêt de Saint-Germain-en-Laye est une forêt domaniale de 3 500 hectares qui occupe une boucle de la Seine à vingt kilomètres environ à l'ouest de Paris. Cette ancienne forêt royale qui se trouve en totalité sur le territoire de la commune de Saint-Germain-en-Laye, est bordée par les communes de Maisons-Laffitte, Le Mesnil-le-Roi, Achères et Poissy; elle communique avec la forêt de Marly par la Plaine de la Jonction à Chambourcy. Elle est entourée par des zones urbanisées et très morcelée par des voies de communication : routes importantes, autoroute A14 en partie enterrée, voies ferrées (y compris le triage d'Achères). Elle accueille chaque été une importante fête foraine, la fête des Loges.
La forêt de saint-Germain est une futaie conservée par l'Office national des forêts et plantée principalement de chênes rouvres (53 %) et de hêtres (18 %).

## Histoire

### Origine
La forêt de Laye, qui est dans le prolongement de celle d'Yveline, commence à être attestée au IXe siècle sous la forme Lida silva  dans le Polyptyque d'Irminon, puis silva cognominata Ledia (« la forêt surnommée Laye ») au XIe siècle, chez Helgaud. La localité de Saint-Germain est attestée sous la forme locus beati Germani en 1073, puis Sanctus Germanus  en 1124, Sanctus Germanus in Leia dès 1161.
Cette forêt fit très tôt partie du domaine royal et servit de terrain de chasse, activité d'entraînement à la guerre indispensable aux rois et aux nobles qui résidaient au château de Saint-Germain-en-Laye.

### Calamités

#### 1390
En 1390, la forêt, le château et le village sont dévastés par une tempête. « Le ciel qui était serein, s'obscurcit en peu de temps, l'espace d'une lieue seulement, qui faisait le tour du château et il survint une infinité d'éclairs et de coups de tonnerre. Le vent brisa toutes les fenêtres et mit en morceaux tout le vitrage de la chapelle de la reine qu'il porta jusqu'au pied de l'autel. On fut obligé de cesser le chant pour finir plus tôt la messe, de crainte que le vent n'emportât la Sainte Hostie. Tout le monde se jeta par terre. Le Conseil même cessa. Les plus grands arbres de la forêt furent arrachés, et on rapporta à la cour que le tonnerre était tombé entre Saint-Germain et Poissy, sur quatre officiers du roi, dont il avait consumé les os et le dedans du corps, en sorte qu'il ne leur restait que la peau, qui était noire comme du charbon ».

#### 1999
La Tempête du 26 décembre 1999 commence vers 7 heures du matin, le vent atteint 150 km/h, il diminue vers 11 heures. 300 hectares ont été complètement détruits, et 600 hectares en partie, ce qui correspond à la mise à terre de 13 années de récoltes. Les grands arbres d'alignement du jardin du château ont été renversés.

#### 2020
Dans le contexte de crise sanitaire liée à l’épidémie de Covid-19, l’accès à la forêt de Saint-Germain-en-Laye, comme à l’ensemble des massifs forestiers du département des Yvelines, est interdit par arrêté préfectoral à compter du 19 mars 2020,. Cette interdiction est matérialisée par l’installation de rubalise et de barrières sur la plupart des accès à la forêt, particulièrement au niveau des communes de Maisons-Laffitte et Saint-Germain-en-Laye. La surveillance du site est confiée à la brigade équestre de police des Yvelines, dont les binômes de cavaliers traquent les contrevenants. Il en résulte que, malgré une météo particulièrement clémente, la forêt de Saint-Germain-en-Laye se retrouve quasi-désertée jusqu’à l’expiration des mesures de confinement, le 11 mai 2020.

### Offices forestiers
La forêt de Saint-Germain-en-Laye était le siège de plusieurs offices royaux :

#### Maîtrise des Eaux-et-forêts
La maîtrise des eaux et forêts de Saint-Germain-en-Laye s'étendait sur les bois et forêts des châtellenies de Saint-Germain, de Poissy, des bailliages de Mantes et de Meulan contenant 8 152 arpents, soit en tout 30 506 arpents ; les bois propres du roi contenaient 550 arpents de Saint-Germain, 2 141 arpents de la forêt de Marly, 648 arpents de la garenne du Vésinet. Les bois des particuliers étaient le buisson de Laye de 1 100 arpents, et les bois de Méry de 4 000 arpents.

#### Louveterie de Saint-Germain-en-Laye
La rue et le passage des Louviers à Saint-Germain conservent la trace des chasseurs de loups.

### Châteaux et chasses royales
Henri II, qui y naît en 1519, entreprend en 1559 la construction du Château Neuf qui ne sera terminée par Henri IV qui y vient souvent pratiquer la chasse à courre.
Louis XIII qui y a passé son enfance, puis Louis XIV qui y est né, aimaient également y pratiquer la chasse. Ce dernier agrandit le domaine et fit aménager, sur une partie de la forêt, par Le Nôtre le parterre devant le château (en 1663), puis la Grande Terrasse qui domine la Seine en 1673. Il fit également clôturer la forêt d'un haut mur (qui sera terminé sous Napoléon) pour éviter les incursions du gibier dans les cultures avoisinantes. Il fait également construire, en 1669, le camp militaire Saint-Sébastien dans la plaine alluviale d'Achères au Nord de la forêt.

En 1682, le roi abandonna définitivement Saint-Germain pour Versailles.
Cette tradition cynégétique de la forêt reprendra sous l'Empire, puis à la Restauration sous Charles X qui est à l'origine du Braque Saint-Germain.
Napoléon III fit l'échange de la garenne du Vésinet où se trouvaient les élevages de gibiers, contre des terres au sud, dites « Plaine de la Jonction », afin de réunir la forêt de Saint-Germain avec celle de Marly, et permettre le passage du grand gibier. L'arrivée du chemin de fer au pied de la terrasse de Saint-Germain en 1835, puis plus tard le développement de l'automobile, vont augmenter la fréquentation de la forêt qui devient un véritable bois urbain.

### Forêt domaniale
Depuis le milieu du XIXe siècle, la forêt a été fortement écornée, perdant près de 800 hectares.
- En 1811 furent construits au cœur de la forêt les bâtiments de la Maison d'éducation de la Légion d'honneur.
- En 1856, Napoléon III fit implanter un champ de tir sur 25 ha.
- En 1871, l'armée y installe un camp militaire qui s'étendra jusqu'à occuper 60 ha supplémentaires. Actuellement[Quand ?] le « camp des Loges » occupe une cinquantaine d'hectares.
- En 1889, la ville de Paris acquiert 430 ha au nord du massif (Achères) pour l'épandage des eaux d'égout. C'est le site actuel de la plus grande station d'épuration en région parisienne.
- En 1882, c'est l'installation du triage d'Achères, et d'un dépôt de locomotives, en pleine forêt. Celle-ci était déjà traversée par plusieurs lignes, dont celle qui relie Paris à Rouen via Poissy. La ligne dite de grande ceinture est l'objet d'un projet de réactivation, avec réouverture de la gare de Saint-Germain-en-Laye - Grande-Ceinture. Cette gare est ouverte depuis décembre 2004 en direction du sud ; la section vers Poissy est toujours fermée.
- D'autres installations eurent lieu par la suite : cimetières de Saint-Germain et d'Achères, installations sportives (on trouve dans la forêt le stade d'entraînement du club de football du Paris Saint-Germain).
- Le dernier épisode qui souleva force polémique fut la traversée du massif par l'autoroute A14 La Défense-Orgeval, mise en service en 1996. Il fut décidé sur intervention de François Mitterrand de l'enterrer sur 1 500 m (tranchée couverte) et de supprimer l'échangeur destiné à desservir la ville de Saint-Germain pour ne pas augmenter la circulation automobile dans la forêt. L'autoroute passe par un tunnel de 1 855 mètres sous la Terrasse et la forêt au nord de la ville.

## Lieux et monuments

### Château du Val
À l'extrémité nord de la terrasse, le château du Val, œuvre de Jules Hardouin-Mansart, construit pour le roi Louis XIV au XVIIe siècle, abrite une résidence de famille de la société d'entraide des membres de la Légion d'honneur.

### Pavillon de la Muette
Le pavillon de la Muette, ancien rendez-vous de chasse, est situé dans le nord de la forêt. Il a été construit par l'architecte Ange-Jacques Gabriel pour le roi Louis XV en 1775 sur les ruines d'un ancien château de François Ier.
Le pavillon de la Croix de Noailles, ancien rendez-vous de chasse, est également classé monument historique. Il abrite un restaurant italien.

### Loges

#### Couvent des Loges
Le couvent des Loges, fondé en 1644 par Anne d'Autriche sur l'emplacement de l'ancien ermitage de saint Fiacre, se trouve au milieu de la forêt. Le site abrite depuis 1811 la maison d'éducation de la Légion d'honneur. Les bâtiments ont été totalement reconstruits au XIXe siècle.

### Quartier Goupil
Caserne avec un manège et des écuries qui est à la fois une annexe de la Garde républicaine et de l'École militaire de Paris.

### Hippodrome de Saint-Germain-Achère
Créé en 1881 pour replacer l'hippodrome de Maisons-Laffitte dont le bail arrivait à expiration, le terrain a été repris en 1978 par l'Office national des eaux et forêts.

### Golf de Saint-Germain
Le golf de Saint-Germain-en-Laye est créé en 1920 par Georges Durand sur 55 hectares, dont 27 déboisés, qui lui ont été concédés par l'État après accord du directeur des Eaux et forêts pour un loyer annuel de 7 800 francs. Il ouvre en 1922. Il était apprécié par le président de la République François Mitterrand, qui fit complètement changer le projet de l'A14 afin qu'il ne défigure pas la Terrasse et la forêt.

## Clôture
La forêt a été progressivement close à partir du XVIIIe siècle par un mur continu destiné à limiter le braconnage, interrompu par une dizaine de portes monumentales qui étaient fermées la nuit. On peut encore voir dans la commune la porte de Chambourcy et celle des Pétrons.

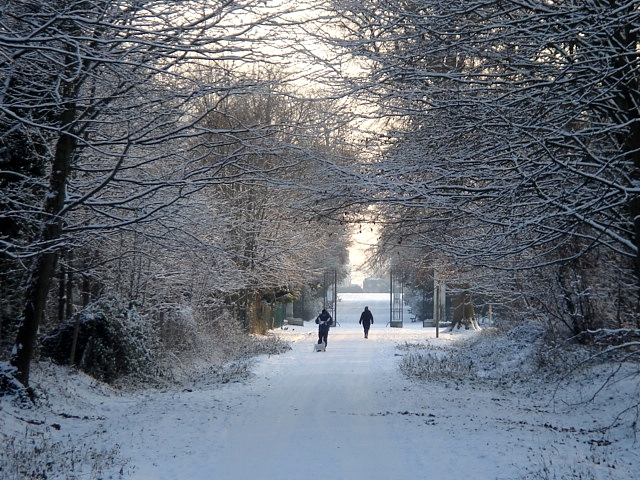
La grille Dauphine.
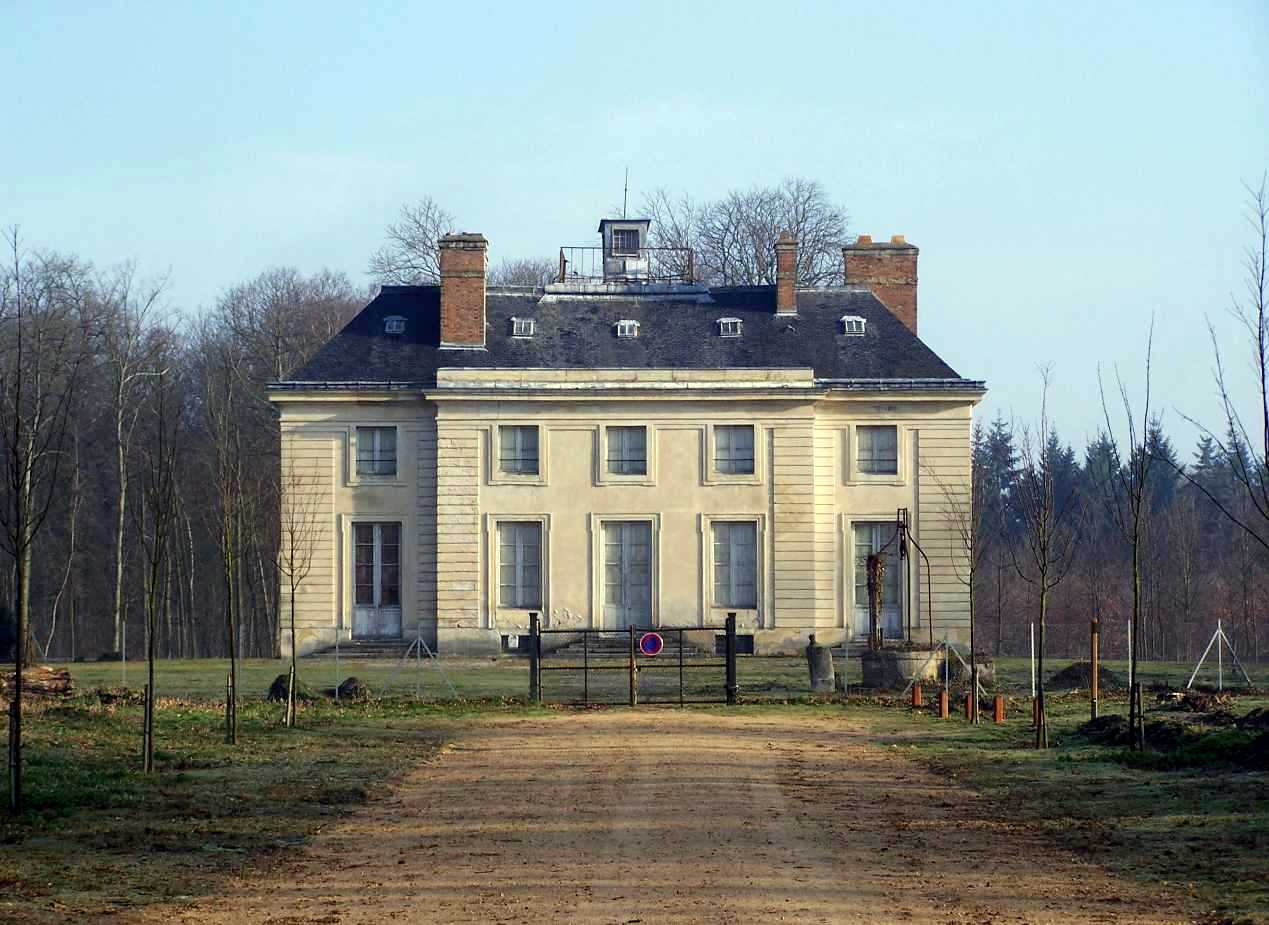
Le pavillon de la Muette.
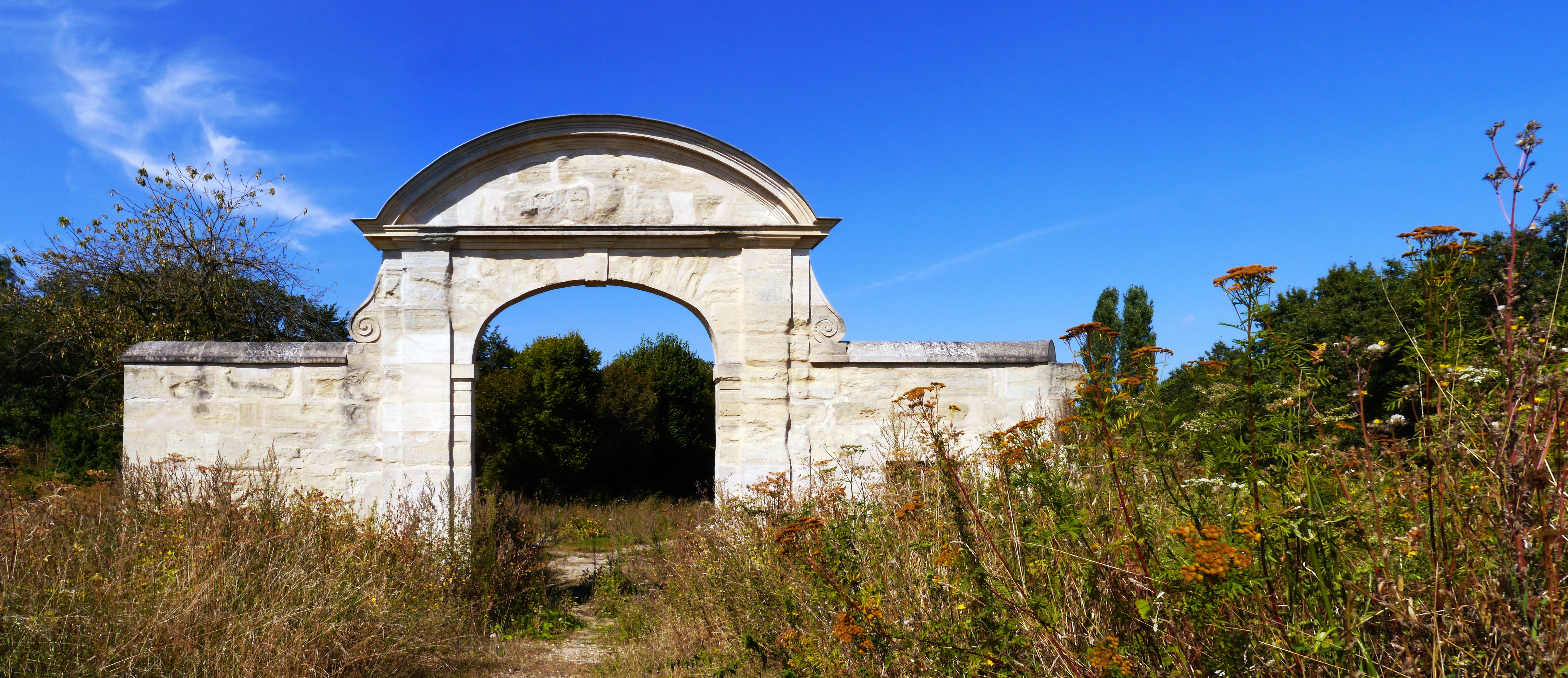
Porte de Chambourcy.
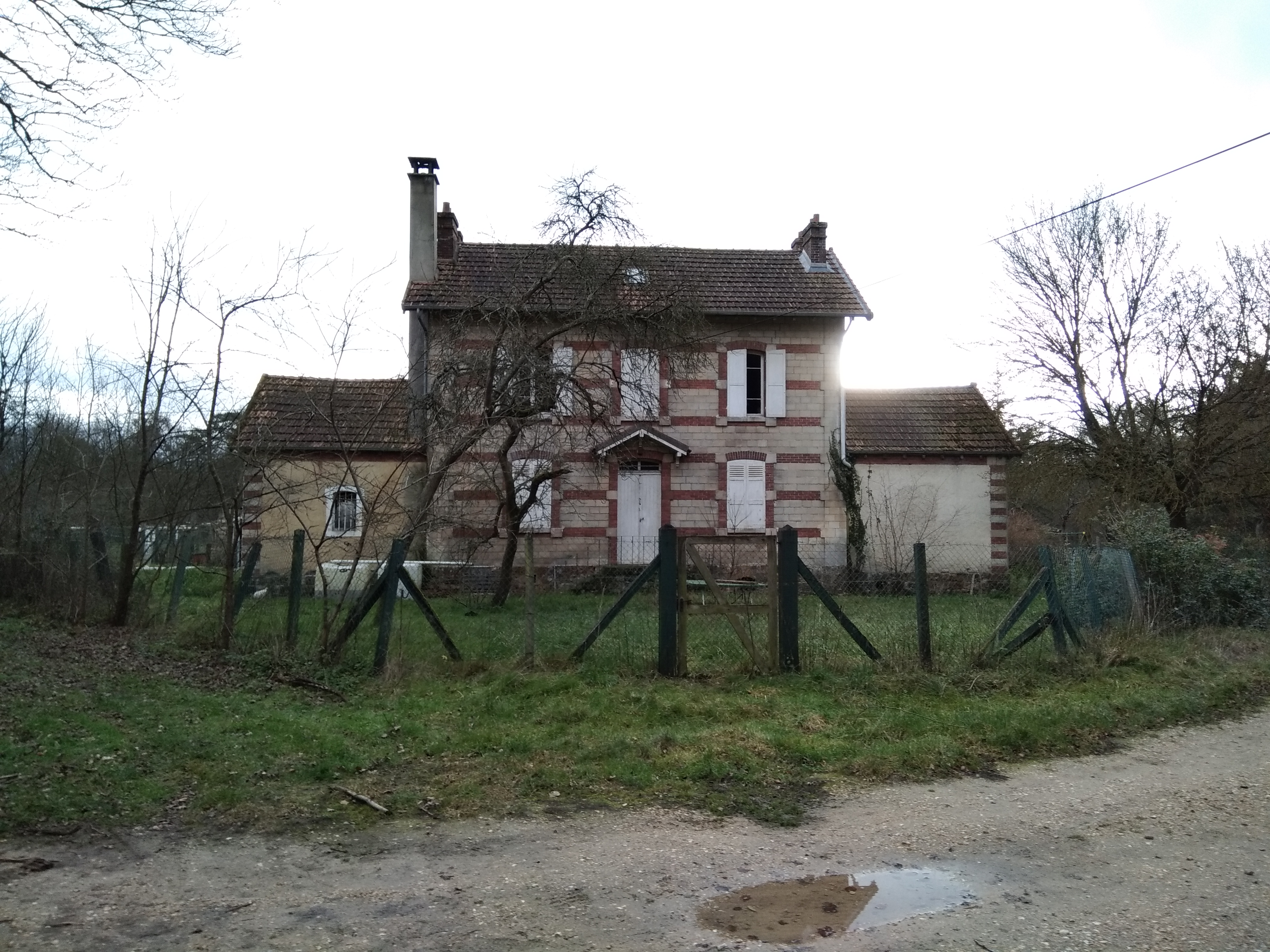
La maison forestière de l'Étoile du Loup.

## Fréquentation
La forêt de Saint-Germain-en-Laye reçoit entre 1,8 et 3,2 millions de visiteurs annuels (chiffres 1998-1999), ce qui la place au septième rang des forêts d'Île-de-France en termes de fréquentation.

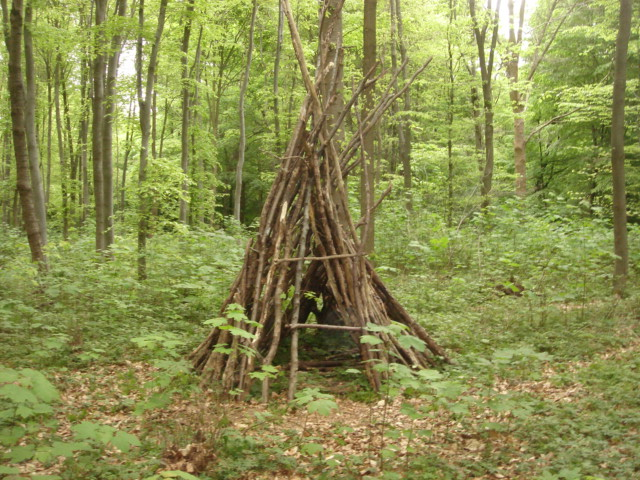
Hutte faite par des enfants.
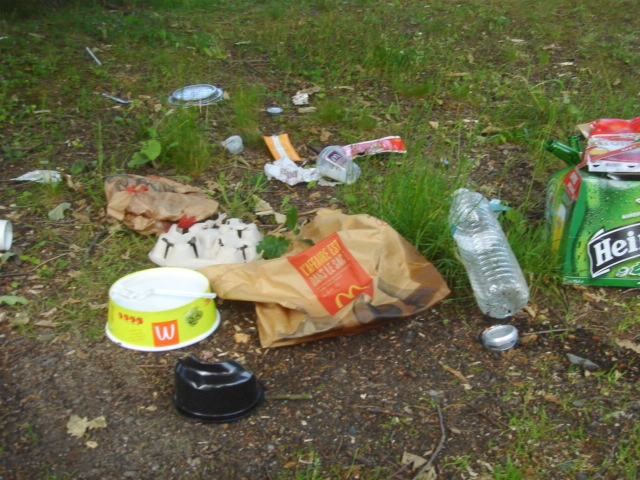
Des détritus abandonnés dans la forêt.

## Prostitution
La forêt est un lieu de prostitution de la région parisienne[réf. obsolète].

## Protection de l'environnement
La forêt de Saint-Germain est une forêt domaniale et à ce titre elle est conservée par l'Office national des forêts. 
Elle a été classée zone naturelle d’intérêt écologique, faunistique et floristique sur 3 483 hectares.

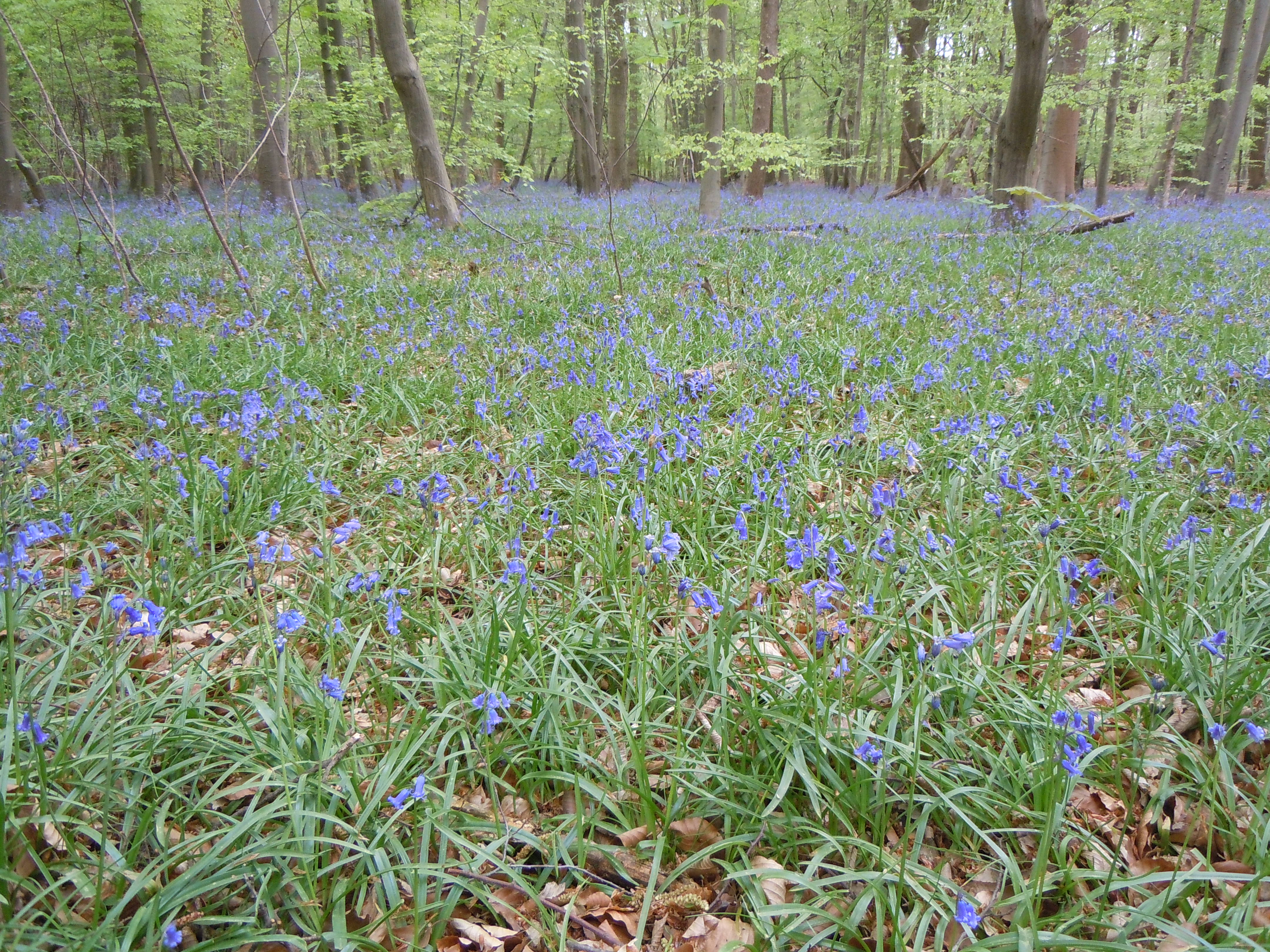
Sous-bois à jacinthes des bois au printemps.
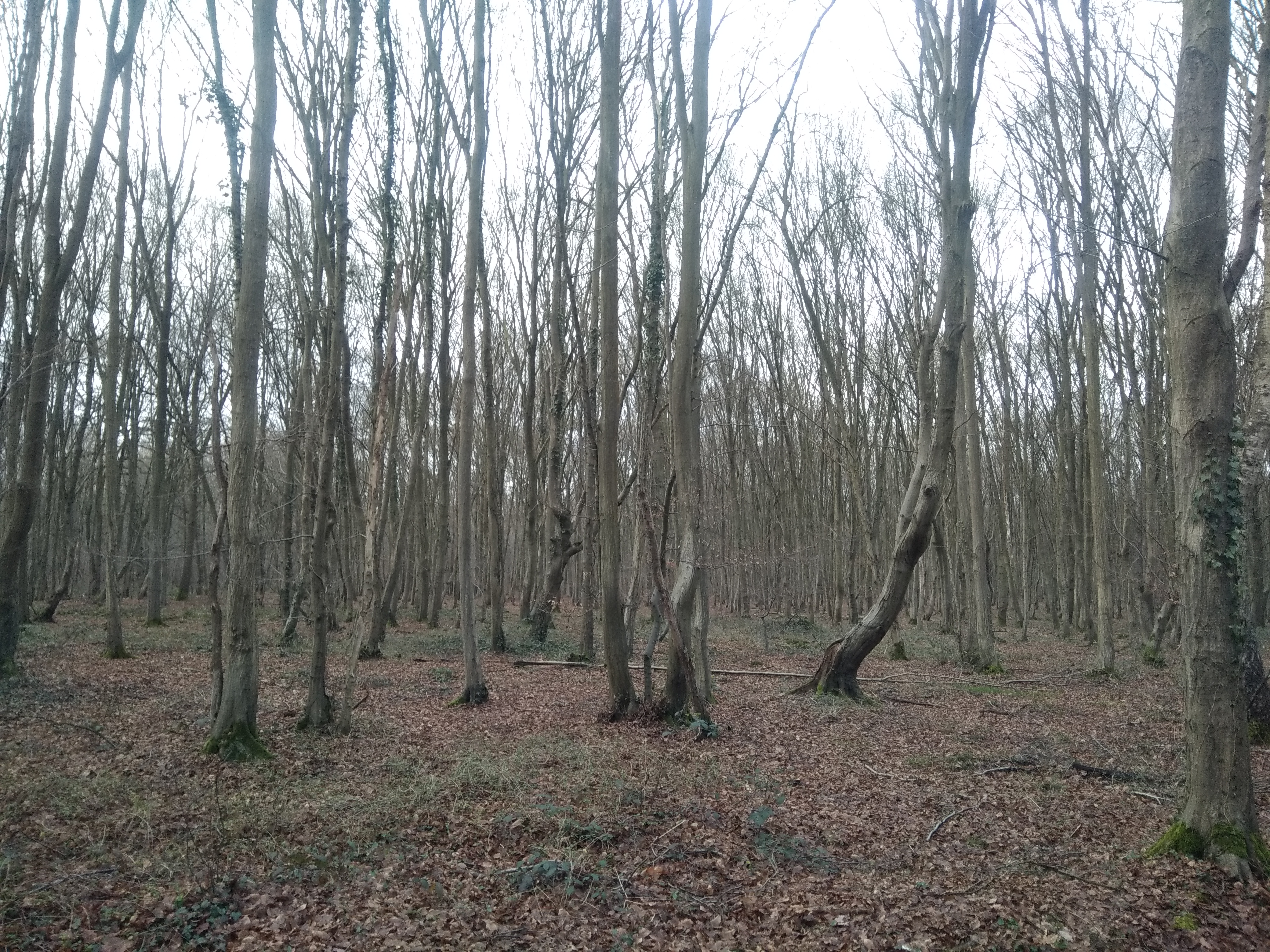
Taillis de charmes en hiver.
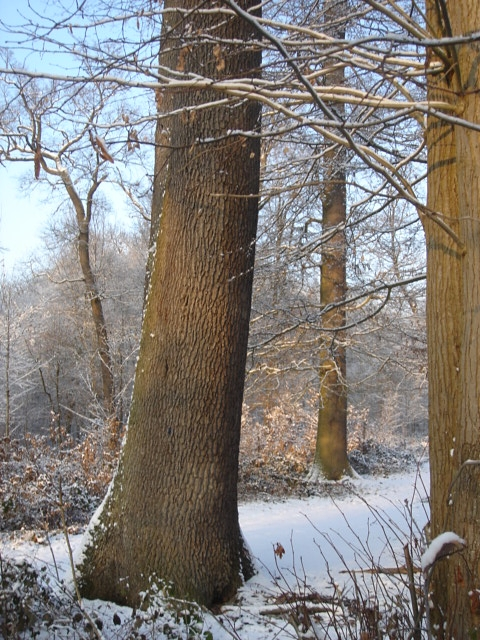
La forêt en hiver : futaie de chênes.